# Heteronyx asperifrons
Heteronyx asperifrons är en skalbaggsart som beskrevs av Blackburn 1909. Heteronyx asperifrons ingår i släktet Heteronyx och familjen Melolonthidae. Inga underarter finns listade i Catalogue of Life.